# Prionyx zarudnyi
Prionyx zarudnyi är en biart som först beskrevs av Gussakovskij 1933.  Prionyx zarudnyi ingår i släktet Prionyx och familjen grävsteklar. Inga underarter finns listade i Catalogue of Life.